# Престон-роуд (станція метро)
51°34′20″ пн. ш. 0°17′43″ зх. д. / 51.572222° пн. ш. 0.295278° зх. д.
Престон-роуд (англ. Preston Road) — станція лінії Метрополітен Лондонського метро, розташована у 4-й тарифній зоні, у районі Норт-Вемблі, між станціями Вемблі-парк та Нортвік-парк.  Пасажирообіг на 2017 рік — 3.63 млн. осіб..
На станції не зупиняються швидкі та напівшвидкі потяги. 
21 травня 1908 — відкриття станції у складі Metropolitan Railway (сьогоденна Лінія Метрополітен)

## Пересадки
- на автобуси оператора London Buses маршрутів: 79, 204, 223

## Послуги
| Попередня станція | Лінія | Лінія                               | Лінія | Наступна станція |
| ----------------- | ----- | ----------------------------------- | ----- | ---------------- |
| Вемблі-парк       |       | Лондонське метро Лінія Метрополітен |       | Нортвік-парк     |